# Заґуже (гміна Вельґомлини)
Заґуже (пол. Zagórze) — село в Польщі, у гміні Вельґомлини Радомщанського повіту Лодзинського воєводства.
Населення — 287 осіб (2011).
У 1975-1998 роках село належало до Пйотрковського воєводства.

## Демографія
Демографічна структура станом на 31 березня 2011 року:
|          | Загалом | Допрацездатний вік | Працездатний вік | Постпрацездатний вік |
| -------- | ------- | ------------------ | ---------------- | -------------------- |
| Чоловіки | 154     | 28                 | 108              | 18                   |
| Жінки    | 133     | 24                 | 75               | 34                   |
| Разом    | 287     | 52                 | 183              | 52                   |